# تپه کزآباد B
تپه کزآباد B مربوط به عصر مس - عصر مفرغ - عصر آهن است و در شهرستان چرداول، بخش هلیلان، دهستان هلیلان، ۱۸۰ متری شرق شهرک توحید واقع شده و این اثر در تاریخ ۲۶ اسفند ۱۳۸۷ با شمارهٔ ثبت ۲۶۰۰۲ به‌عنوان یکی از آثار ملی ایران به ثبت رسیده است.